# 大江镇 (台山市)
大江鎮是中华人民共和国广东省江门市台山市下辖的一个乡镇级行政单位。，在台城鎮以北。
南接水步鎮，北接公益鎮，東連新會牛灣。是省道「高銅線」一個鎮，歷來台城至廣州、開平的一個重要經過城鎮。

## 行政区划
大江镇下辖以下地区：
大江圩社区、公益圩第一社区、公益圩第二社区、张良边村、铁窖村、东头村、山前村、沙冲村、大巷村、五星村、麦巷村、石桥村、河木村、新大塘村、里坳村、歧岭村、新大江村、陈边村、水楼村、沙浦村和来安村。